# Rathausstraße
De Rathausstraße is een straat in het Berlijnse district Mitte. Onder de naam König- of Königsstraße was de straat een van de oudste winkelstraten van het oude Berlijn. Thans is de straat gedeeltelijk een voetgangerszone.
De straat begint aan de Gontardstraße /Alexanderplatz en eindigt aan de Breite Straße. Ze kruist de Spandauer Straße en gaat na het oversteken van de Rathausbrücke, de voormalige Kurfürstenbrücke, aan de Breite Straße ter hoogte van de Schloßplatz over in de Werderstraße.

## Galerij

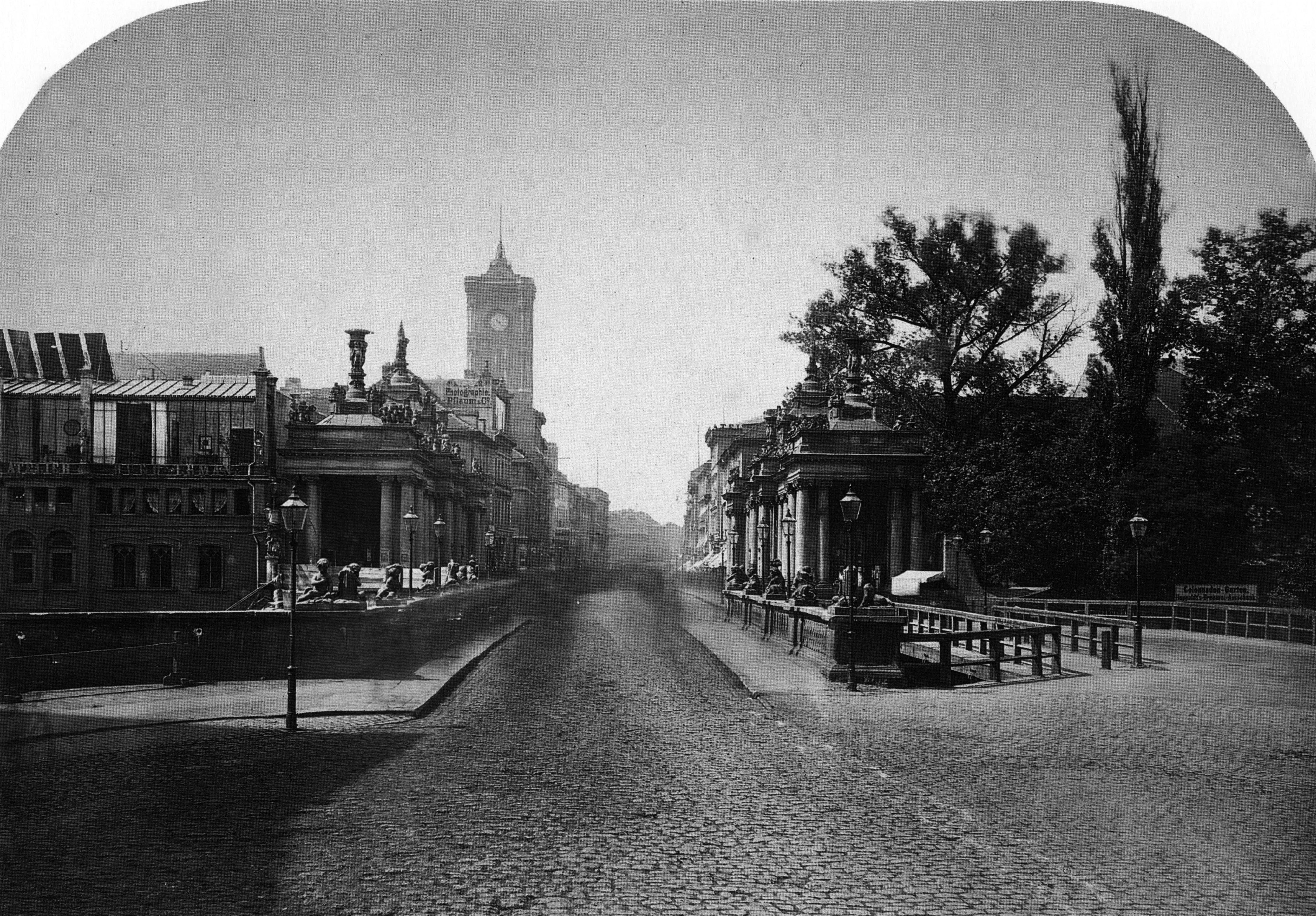
Königsbrücke en Königstraße, 1872
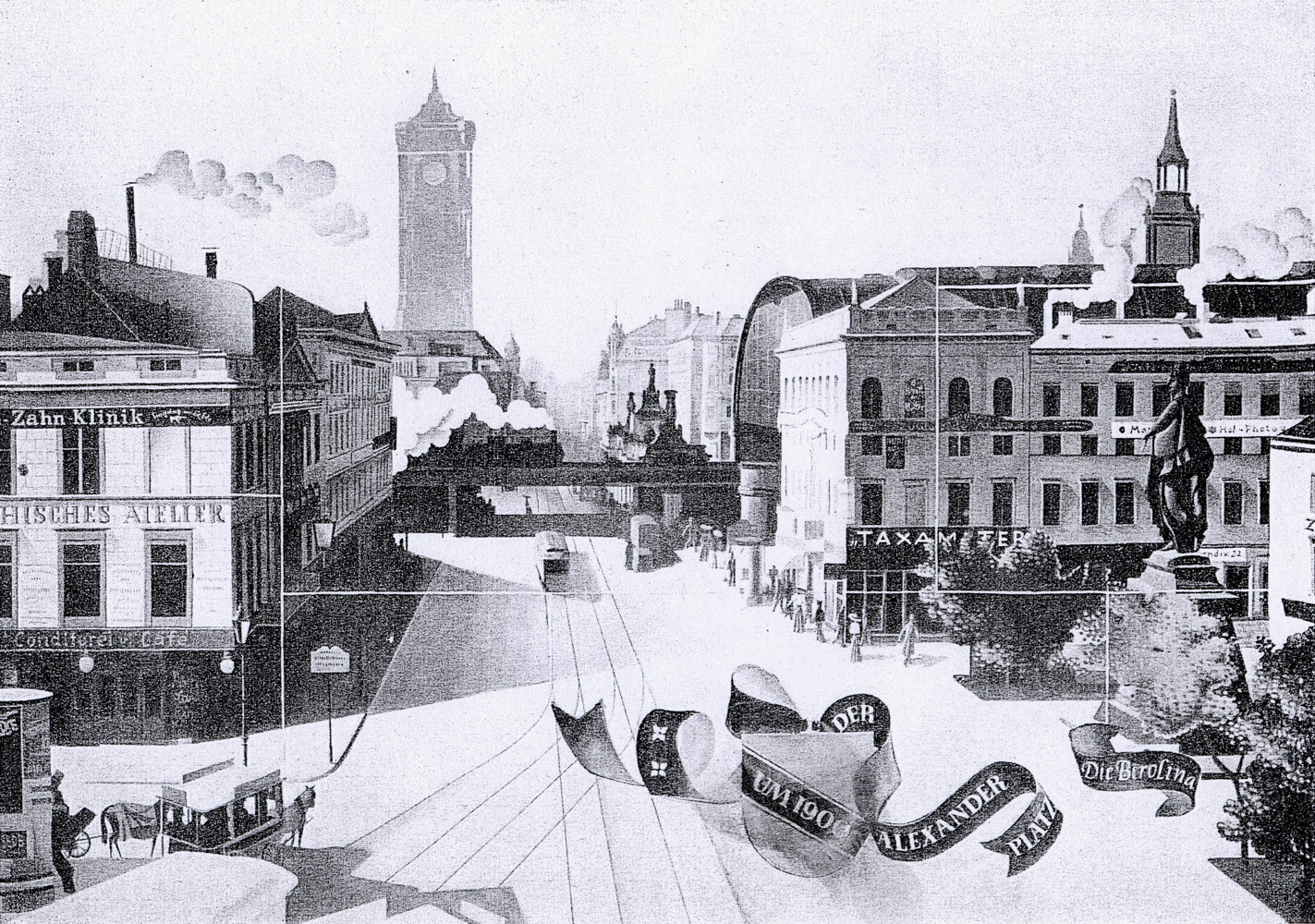
Zicht op de Alexanderplatz in de Königstraße (huidige Rathausstraße, rond 1900)
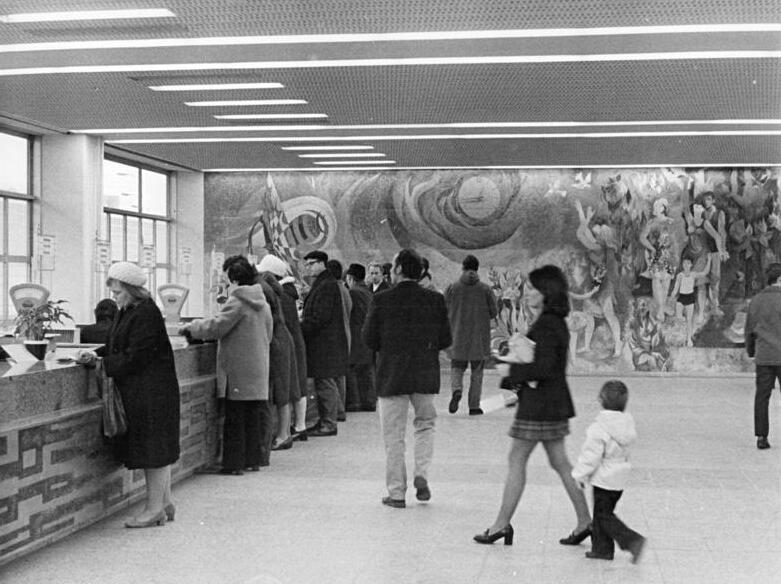
Lokettenzaal in het postkantoor in de Rathauspassage